# Formação Kaiparowits
A Formação Kaiparowits é uma formação rochosa sedimentar encontrada no Platô Kaiparowits no Monumento Nacional Grand Staircase-Escalante, na parte sul de Utah, no oeste dos Estados Unidos. Tem mais de 2.800 pés (850 m) de espessura, e é datada do estágio Campaniano. Esta formação do Cretáceo Superior foi formada a partir de planícies aluviais de grandes rios na costa sul de Laramidia; os leitos de arenito são depósitos de rios e os leitos de lamitos representam depósitos de várzea. É fossilífero, com a maioria dos espécimes da metade inferior da formação, mas a exploração é apenas comparativamente recente, com a maioria dos trabalhos sendo feitos desde 1982. Estima-se que menos de 10% da Formação Kaiparowits foi explorada por fósseis. A maior parte do trabalho de campo foi conduzida pelo Museu de História Natural de Utah.